# Joseph Zanchi
Joseph Zanchi, olaszul: Giuseppe Zanchi, magyarul: Zanchi József (Fiume, 1710. augusztus 24. – Görz, 1786.) bölcseleti és teológiai doktor, Jézus-társasági áldozópap és tanár, később görzi kanonok.

## Élete
1725. november 1-jén lépett a rendbe; a retorikát két évig Grazban, a bölcseletet hétig Görzben, Bécsben az Akadémián és a Theresianumban, a teológiát háromig szintén Bécsben tanította. Azután rektor volt Görzben, Passauban, Grazban és Bécsben. A rend feloszlatása (1773) után mint görzi kanonok halt meg 1786-ban.

## Munkái
- Genethliacon Josepho II. Archiduci Austriae carmine epico. Viennae, 1741.
- Epistola Anonymi gallica scripta, qua Volterrani vulgata philosophia Nevtoniana in examen vocatur. Viennae, 1747.
- Dissertatio de mutuo commercio inter mentem humanem et corpus. Vieanne, 1748.
- Synopsis Historiae genealogica regiae domus Lotharingicae. Pars II. Viennae, 1748. (Az I. részt Vorster Zs. írta.)
- Scientia rerum naturalium. Physicae partem generalem et specialem continens. Viennae, 1748. Két kötet.
- Philosophia mentis et sensuum ad usus academicos accomodata. Vieannae, 1750. Három kötet.
- Institutionum theologicarum tractatus de gratia Salvatoris. Viennae, 1754.
- Tractatus de virtutibus theologicis. Viennae, 1755.